# Будивой
Будивой (пол. Budziwój) — колишнє село на Закерзонні, а тепер — округ у південній частині міста Ряшів, розташованого в Польщі, Підкарпатське воєводство

## Розташування
Найпівденніший район міста, розташований на правому березі Віслока. Межує зі сходу з Білою і Тичином, з півдня — з Германовою і Любенею, з заходу — з Сідлиськами і Богухвалою, з півночі — з Драбинянкою.

## Історія
Село вперше згадується в документах у 1423 р. Було закріпачене за німецьким правом. Пізніше селом заволоділи Пілецькі.
Село знаходиться на західному Надсянні, яке внаслідок примусового закриття церков у 1593 р. зазнало латинізації та полонізації.
На 1842 р. рештки українського населення села становили 2 особи, які належали до греко-католицької парафії Залісє Каньчузького деканату Перемишльської єпархії. На той час унаслідок насильної асиміляції українці лівобережного Надсяння опинилися в меншості. Востаннє українці фіксуються в селі в шематизмі 1849 р. і в наступному шематизмі (1868 р.) згадка про Будивой уже відсутня.
У міжвоєнний час село входило до ґміни Тичин Ряшівського повіту Львівського воєводства Польщі.
01.01.2010 р. село приєднане до міста Ряшів.